# ADAP/Galo Maringá Futebol Clube
O ADAP/Galo Maringá Futebol Clube, mais conhecido como Adap Galo Maringá ou simplesmente Adap Galo, foi um clube de futebol brasileiro da cidade de Maringá, no Paraná.

## História
Em 2005, com o apoio de alguns empresários e empresas locais, nasce o Galo Maringá. Com um planejamento estratégico e folha de pagamento reduzida e em dia, foi formada uma equipe, que voltou a dar alegria ao torcedor maringaense, com a conquista da série prata e o acesso à 1º divisão do paranaense em 2006.

### Fusão e encerramento
No final de 2006, alegando falta de apoio e patrocínio, a ADAP de Campo Mourão mudou para Maringá, onde fez fusão com o Galo Maringá, passando a se chamar Adap Galo Maringá Futebol Clube. Manteve o histórico do time maringaense fundado em 2005, bem como seu escudo, acrescentando apenas "Adap" e "1999" como forma de homenagear a extinta ADAP.
Em 2007 o Alvinegro maringaense, além de disputar o Campeonato Paranaense também disputou a Copa do Brasil, Taça FPF (antes Copa Paraná), campeonato brasileiro série C e Copa Norte (torneiro amistoso).
Na Copa do Brasil foi eliminado em casa pelo Noroeste de Bauru por 4 a 1. No campeonato brasileiro série C terminou na 35ª posição. Foi campeão da Copa Norte ao vencer o Londrina EC por 4 a 1 no Willie Davids.
Ainda em 2007, o Adap Galo quase foi processado pela Juventus da Itália por suposto plágio no escudo e uniforme.
Em 2008, o clube vinha para a disputa da 1ª divisão do Paranaense badalado, já que havia feito uma boa campanha no Paranaense de 2007, o clube novamente conseguiu avançar para a 2ª fase, mas morreu na praia, caiu no grupo de J.Malucelli, Coritiba e Toledo, ficou na última colocação.
Em 5 de novembro de 2008, a diretoria do ADAP/Galo Maringá encaminhou um ofício à Federação Paranaense de Futebol informando que desistia de participar do Campeonato Paranaense 1ª divisão de 2009 em razão de problemas econômicos, dentre eles a falta de patrocínio, estando automaticamente rebaixado à segunda divisão do Campeonato em 2010. Porém em 2010 o time não voltou a ativa e não participou de nenhuma competição profissional.
Em 31 de agosto de 2023, o Aruko, time da cidade de Maringá fundado em 2020, precisou mudar de nome, adotando o nome de Galo Maringá, entretanto o clube não tem nenhuma relação com o ADAP/Galo Maringá e também não é o sucessor do mesmo.

## Títulos

### Estaduais
- Campeonato Paranaense - 2ª Divisão: 1 (2005).

### Outros torneios
- Copa Norte - 2007.

## Histórico em Competições Oficiais
- Campeonato Paranaense de Futebol de 2005 - Segunda Divisão: 1º colocado (campeão)
- Campeonato Paranaense de Futebol de 2006: 6º colocado
- Campeonato Paranaense de Futebol de 2007: 6º colocado
- Taça FPF de 2007: 7º colocado
- Copa Norte 2007: 1º Colocado (campeão)
- Campeonato Paranaense de Futebol de 2008: 7º colocado